# Under the Red Sky
| 전문가 평가                   | 전문가 평가 |
| 평가 점수                     | 평가 점수   |
| 출처                          | 점수        |
| ----------------------------- | ----------- |
| AllMusic                      | [ 1 ]       |
| Chicago Tribune               | [ 2 ]       |
| Christgau's Consumer Guide    | A−          |
| Encyclopedia of Popular Music | [ 4 ]       |
| Entertainment Weekly          | C           |
| Los Angeles Times             | [ 6 ]       |
| MusicHound Rock               | 0.5/5       |
| Rolling Stone                 | [ 8 ]       |
| Tom Hull                      | B+          |

《Under the Red Sky》는 미국의 싱어송라이터 밥 딜런이 1990년 9월 10일, 컬럼비아 레코드에서 발매한 스물일곱 번째 스튜디오 음반이다.
이 음반은 1989년 평론가들의 찬사를 받은 《Oh Mercy》의 이상하고 실망스러운 후속 음반으로 크게 환영 받았다. 비판의 대부분은 어린이 동요에 뿌리를 두고 있는 듯한 몇 개의 트랙뿐만 아니라, 대중 프로듀서 돈 워스의 능청스러운 사운드도 겨냥했다. 딜런의 카탈로그에는 지미 본, 슬래시, 엘튼 존, 조지 해리슨, 데이비드 크로스비, 스티비 레이 본, 브루스 혼즈비의 유명인 카메오가 수록된 것은 드문 일이다.

## 헌신
이 음반은 "가비 구 구(Gabby Goo Goo)"를 위해 헌정되었고, 나중에 딜런의 네 살짜리 딸에게 별명이 되었다고 설명했다. 이것은 딜런에 의해 확인되거나 부정된 적이 없는, 음반의 더 어린 아이 같은 곡들이 그녀의 엔터테인먼트를 위한 것이라는 대중적인 가정으로 이어졌다.

## 곡 목록
모든 곡들은 밥 딜런에 의해 작사/작곡하였다.
| #  | 제목                  | 재생 시간 |
| -- | --------------------- | --------- |
| 1. | 〈Wiggle Wiggle〉     | 2:09      |
| 2. | 〈Under the Red Sky〉 | 4:09      |
| 3. | 〈Unbelievable〉      | 4:06      |
| 4. | 〈Born in Time〉      | 3:39      |
| 5. | 〈T.V. Talkin' Song〉 | 3:02      |

| #  | 제목                  | 재생 시간 |
| -- | --------------------- | --------- |
| 1. | 〈10,000 Men〉        | 4:21      |
| 2. | 〈2 × 2〉             | 3:36      |
| 3. | 〈God Knows〉         | 3:02      |
| 4. | 〈Handy Dandy〉       | 4:03      |
| 5. | 〈Cat's in the Well〉 | 3:21      |